# Lepidium maccowagei
Lepidium maccowagei är en korsblommig växtart som beskrevs av Hewson. Lepidium maccowagei ingår i släktet krassingar, och familjen korsblommiga växter. Inga underarter finns listade i Catalogue of Life.